# Xylocopa vittata
Xylocopa vittata là một loài Hymenoptera trong họ Apidae. Loài này được Enderlein mô tả khoa học năm 1903.